# Валапај Индијанци
Валапај (енгл. Hualapai Nation).- Племе Јума Индијанаца са средњег тока реке Колорадо у Аризони, које је сродно са Индијанцима Јавапај и Хавасупај. Данас су настањени у резервату Валапај, са центром у градићу Пич Спрингс.

## Име Валапаји
Име Валапај дошло је од Ксавалапај (Xawálapáiy), у значењу „народ боровог дрвета“. Остали називи за њих су били „људи са севера“ (Matáveke-Paya), како су их звали Јавапаји, сродно племе које је живело јужније. Следеће знано име за ово племе је било: „људи који живе далеко низводно“ (Páxuádo ámeti) и Табкепаја (Täbkepáya) (скраћено од Матавеке-Паја). Хрдлицка (1906), наводи Е-па као њихово властито име.

## Историја
Валапаји су кроз историју били у добрим односима са пристиглим досељеницима, белцима. Први их је вероватно срео Ернандо де Аларкон 1540, а 1598. Маркос Фаријан де лос Годос. Отац Франциско Гаркес долази тек 1776. међу Валапаје. Прве несугласице и сукоби између Индијанца и белаца јављају се доласком рудара педесетих и шездесетих година 19. века. Досељеници су им прво одузели земљу а касније су почели да их одводе у робље. Након што су им белци убили неколико поглавица, Валапаји су у знак одмазде побили већину рудара. У те сукобе се умешала и војска која је палила валапајска села и светила побијене белце. У периоду од 1866. до 1869. године је током трајања конфликта по проценама изгубљена једна трећина популације, што убијено а што од болести и глади. Преостали чланови племена су смештени у логор Паркер, уз реку Колорадо, где су многи помрли због несташице хране и разних болести. Преживели из логора Паркер су упућени на 125 mi (201 km) дугачак марш кроз пустињу, назад у постојбину, где затичу беле досељенике. У садашњи резерват смештени су 1883..

## Етнографија
Валапаји су се прилагодили животу у Великом кањону који је за њих био значајан извор хране. У исхрани Валапаја главнину су чинили плодови кактус, семе и разне траве, које су млели млинским каменом. Археолози сматрају да су Валапаји потомци народа Цербат, а најстарији физички остаци се налазе дуж обале Вило Бича у близини бране „Хувер“ и датирају из 600. године нове ере.
Од 1883. главнина племена је настањена у резервату Пич Спрингс, који се налази 50 mi (80 km) источно од Кингмана, а име је добио по стаблима бресака која су расла у близини извора уз данас познати Друм 66. Од некадашњих 700 Валапаја (у домородачко време), њихов број је нарастао на 1,600 (просечна старост 23,6 година 1990 .). Племе данас живи од туризма, говедарства и продаје рукотворина.
Данас цео западни део Великог кањона припада овом племену тако да и америчка влада и невладине организације морају од племенског савета да затраже дозволу за било какве активности на том подручју.
| - Зимски логор Валапаја, 1907. - Представник Валапаја, 1908. г. - Представник Валапаја, 2010. г. |